# Lac Ampollino
Le lac  Ampollino (en italien : Lago  Ampollino) est un lac de barrage situé sur le plateau de Sila.
Son étendue se trouve sur trois provinces : Cosenza, Crotone et Catanzaro.  La retenue d'eau alimente les turbines d'une centrale hydroélectrique. Il est relié par un tunnel au lac Arvo